# USS Reuben James (DD-245)
Lo USS Reuben James (hull classification symbol DD-245) fu un cacciatorpediniere della United States Navy, appartenente alla classe Clemson, entrato in servizio nel settembre 1920.
Operativo nella scorta ai convogli navali in Atlantico durante l'iniziale periodo di neutralità degli Stati Uniti d'America nella seconda guerra mondiale, la nave fu affondata il 31 ottobre 1941 dal sommergibile tedesco U-552, prima unità della United States Navy ad andare perduta per cause belliche nel conflitto poco più di un mese prima della dichiarazione di guerra della Germania agli Stati Uniti.

## Storia
Impostata nei cantieri della New York Shipbuilding Corporation di Camden il 2 aprile 1919, la nave fu varata il 4 ottobre 1919 con il nome di Reuben James in onore dell'omonimo sottufficiale statunitense (1776 ca.–1838) eroe delle guerre barbaresche; l'unità entrò poi in servizio il 24 settembre 1920.
Assegnato alla Atlantic Fleet, il Reuben James partì da Newport il 30 novembre 1920 per poi arrivare a Zelenica, nel da poco indipendente Regno dei Serbi, Croati e Sloveni, il 18 dicembre seguente; nei mesi seguenti il cacciatorpediniere operò nel mar Adriatico e in Mediterraneo assistendo i profughi civili e partecipando a ispezioni post-conflitto. Nell'ottobre 1921 il cacciatorpediniere raggiunse a Le Havre in Francia l'incrociatore protetto USS Olympia per partecipare alle cerimonie in onore del rimpatrio della salma del milite ignoto statunitense; tra il 29 ottobre 1921 e il 3 febbraio 1922 l'unità fu inviata a Danzica per assistere la American Relief Administration nella distribuzione di viveri e aiuti alle popolazioni civili locali, per poi partire alla volta della madrepatria il 17 luglio seguente dopo una sosta a Gibilterra.
Di base a New York, nel 1926 il Reuben James pattugliò le coste del Nicaragua per contrastare il contrabbando di armi a favore dei gruppi rivoluzionari locali; il cacciatorpediniere fu ritirato dal servizio attivo il 20 gennaio 1931 e posto in riserva a Filadelfia, ma rientrò in squadra il 9 marzo 1932. Ancora in servizio con la Atlantic Fleet, il Reuben James operò nell'Atlantico e nei Caraibi, pattugliando le acque di Cuba durante il colpo di Stato che portò al potere Fulgencio Batista nel settembre 1933. Trasferito a San Diego il 9 novembre 1934, il cacciatorpediniere operò nel Pacifico partecipando a varie esercitazioni di valutazione delle unità portaerei, prima di essere riassegnato alla Atlantic Fleet nel gennaio 1939.
Dopo lo scoppio della seconda guerra mondiale nel settembre 1939, il Reuben James fu assegnato alla "Neutrality Patrol", la formazione della United States Navy incaricata di pattugliare le acque dell'Atlantico e dei Caraibi per garantire il rispetto della neutralità degli Stati Uniti. Nel marzo 1941 il cacciatorpediniere fu assegnato alla scorta dei convogli navali diretti nel Regno Unito, un'attività di cui gli Stati Uniti si erano fatti progressivamente carico nonostante mantenessero un formale stato di neutralità tra le parti in conflitto; di base a Hvalfjörður in Islanda, nel settembre-ottobre 1941 il Reuben James partecipò alla scorta del convoglio ON 20 diretto ad Argentia sull'isola di Terranova.
Il 23 ottobre 1941 il Reuben James e altri quattro cacciatorpediniere statunitensi salparono da Argentia di scorta al convoglio HX 156 diretto in Gran Bretagna. Il 31 ottobre, mentre il convoglio si trovava in pieno oceano Atlantico a sud dell'Islanda, fu attaccato dal sommergibile tedesco U-552 del Kapitänleutnant Erich Topp: il Reuben James fu colpito intorno alle 08:34 alle coordinate 51° 59' N, 27° 05' W da un siluro che fece detonare il suo deposito delle munizioni, spezzando in due la nave e causandone il rapido affondamento. Le bombe di profondità imbarcate dal Reuben James detonarono mentre l'unità stava affondando, uccidendo molti dei membri dell'equipaggio che si erano gettati in acqua; il cacciatorpediniere USS Niblack recuperò 36 superstiti (uno dei quali morì poi il 2 novembre a causa delle ferite riportate), mentre il cacciatorpediniere USS Hilary P. Jones ne trasse in salvo altri dieci: in totale morirono 115 membri dell'equipaggio tra cui il comandante, capitano di corvetta (lieutenant commander) Heywood Lane Edwards. La dichiarazione di guerra della Germania agli Stati Uniti arrivò solo l'11 dicembre 1941, più di un mese dopo l'affondamento del Reuben James.